# أوستين بارسونز
أوستين بارسونز (9 يناير 1949 في المملكة المتحدة - ) (بالإنجليزية: Austin Parsons)‏ هو لاعب كريكت نيوزلندي. لعب مع نادي مقاطعة ساسكس للكركيت ‏ وفريق أوكلاند للكريكت ‏.

## وصلات خارجية
- أوستين بارسونز على موقع إي آس بي آن كريك إنفو (الإنجليزية)